# Центральный (Приморско-Ахтарский район)
Центра́льный — посёлок в Приморско-Ахтарском районе Краснодарского края.
Входит в состав Приазовского сельского поселения.

## Население
| 2002 | 2010 |
| ---- | ---- |
| 152  | ↘103 |

## Улицы
| - ул. Пролетарская, - ул. Зелёная, | - ул. Садовая, - ул. Солнечная. |